# Коммунар (Костромская область)
Коммуна́р — посёлок в Нейском муниципальном округе Костромской области России.

## География
Посёлок находится в центральной части Костромской области, на берегу реки Шуя, примерно в 22 км по прямой к юго-западу от города Нея, административного центра округа.

## История

### Ранняя история местности: Мерзлая Слободка
Территория современного посёлка исторически связана с поселением Мерзлая Слободка (местные неофициальные названия — Слободка, Ёлкино, Мерзлое). Топоним «Слободка» указывает на то, что поселение изначально могло быть основано как слобода — населённый пункт, жители которого получали льготы за выполнение повинностей. Эпитет «Мерзлая», по предположению краеведа Д. Белорукова, мог отражать бытовую неустроенность. Власти поощряли основание слобод для заселения окраинных земель, которые также могли использоваться казанскими татарами как пути для набегов по реке Шуе.
Существует гипотеза, что Мерзлая Слободка возникла в XV—XVI веках вблизи небольшой крепости-осады, построенной Московским государством для защиты от набегов. Жители слободы, вероятно, были обязаны обслуживать крепость. После падения Казанского ханства в 1552 году нужда в таких крепостях отпала, они пришли в упадок.
Первое упоминание о Мерзлой Слободке как волости относится к 1614 году. По переписи 1617 года, в волость входили деревни Гридино, Константиново, Федорово, Доровинка, Старово, Родишково, Белкино, Панино, Дорок, Фомино; здесь же на реке Шуе работала мельница «на оброке за крестьянином Ромашкой Медведевым да за Куземкой Костятниновым а оброку платят по 18 алтын на год». В это время Мерзлая Слободка была «чёрной» волостью, то есть принадлежала непосредственно великому князю Московскому.
В 1620 году волость (включавшая, по разным данным, 10 или 14 деревень) была пожалована в вотчинное владение князю Фоме Дмитриевичу Мезецкому за участие в обороне Москвы от польских интервентов в 1618 году (князь также поставил подпись на грамоте об избрании на престол Михаила Фёдоровича Романова). Впоследствии поместье Мезецкого по наследству перешло к А. В. Измайлову, который позже был казнён царём Борисом Годуновым вместе с боярином Шеиным за сдачу Пскова полякам, а вотчины были отобраны в казну.
В 1648 году (по другим данным — в 1644) в Мерзлой Слободке построили деревянную Успенскую церковь, после чего село неофициально стали называть Елкиным. В 1736 году, по прошению местного помещика М. Г. Таптыкова, была построена новая деревянная церковь взамен прежней, так как, согласно прошению, «церковь деревянная стала ветха, кровля обгнила и углы обвалились и служить в ней невозможно». В 1821 году на месте деревянной церкви возвели каменный Успенский храм с колокольней, сохранившийся до наших дней.
В 1819 году в соседней Солтановской вотчине, принадлежавшей А. С. Грибоедовой (матери писателя А. С. Грибоедова), вспыхнул крестьянский бунт. Крестьяне села Елкина к нему не присоединились, что вызвало гнев бунтовщиков. В донесении о событиях указывалось: «Бунтовщики до 20 человек пришли в Елкино в дом крестьянина Абрама Филатова <…> стали отбивать запертые ворота и отбив вошли в избу, начали искать хозяина Абрама Филатова, щупали вилами в соломе искали его и грозились поймать всех чтобы они бунтовали против Грибоедовой».

### Основание и развитие стеклозавода
Современный посёлок возник в конце XIX века, когда примерно в 3 км от села Елкина нижегородский купец Николай Александрович Плотников построил стекольный завод, названный по имени владельца Никольским. Завод был запущен в 1872 году. Предприятие, оснащённое двумя печами системы Сименса, выпускало оконное стекло, химическую посуду, бутыли и другую продукцию. В 1913 году здесь работало 92 человека, годовой выпуск составлял 1050 ящиков оконного стекла и 24 тысячи двухведёрных бутылей. Юридически завод принадлежал матери братьев Плотниковых.

### Советский период
Революция 1917 года привела к остановке производства. Семья Плотниковых, предположительно, эмигрировала. Попытки рабочих возобновить работу в 1918—1924 годах оказались неудачными.
В конце 1920-х годов была создана артель «Коммунар», давшая современное название посёлку. После ремонта и модернизации в начале 1930-х годов производство было восстановлено, внедрена штамповка стекла, установлена первая в районе электростанция (локомобиль).
Во время Великой Отечественной войны завод выпускал в основном бутылки для зажигательной смеси, а также стеклянные фляжки и некоторую мирную продукцию.
После войны завод вернулся к мирной продукции, с 1955 года выпускал стекло для ламп и фонарей. В 1967—1968 годах был проведён капитальный ремонт. Предприятие вошло в систему «Роспотребсоюза», специализируясь на выпуске медовой банки-«бочонка» (до 17 млн штук в год) и бутылок 0,5 л. Силами завода велось жилищное и социальное строительство.

### Постсоветский период и закрытие завода
В начале 1990-х годов завод столкнулся с экономическими трудностями и кризисом неплатежей. В 1993 году производство было остановлено. В 1998 году стеклозавод «Коммунар» был официально признан банкротом и прекратил существование. От производственных построек сохранились руины, в том числе кирпичная труба.
До 2021 года посёлок входил в состав Солтановского сельского поселения. В настоящее время Коммунар входит в Нейский муниципальный округ.

## Население
Историческая численность населения: 357 человек (1897 год), 386 человек (1907 год).
Современное население: 261 человек в 2002 году (русские 100%); 119 человек в 2022 году.

## Культура
В посёлке действует Ёлкинская сельская библиотека, филиал ЦБС Нейского района с 1978 года. На тот момент фонд насчитывал более 6,4 тыс. книг, читателей — 440 человек. По данным на 2018 год, книжный фонд составлял около 7,2 тыс. экземпляров. Библиотека участвует в развитии образовательного туризма, поддерживая туристический маршрут «На родину адмирала Чичагова».

## Достопримечательности
- Храм Успения Пресвятой Богородицы (1821 год) — каменная церковь с колокольней, построенная в селе Мерзлослободском (ныне Коммунар)[2][6].
- Родник Казанской Божьей Матери — источник на берегу реки Пожега (приток Шуи), примерно в 800 м от трассы Нея — Коммунар, у бобровой плотины. Считается святым и целебным (особенно при глазных болезнях), является местом паломничества. Освящён в честь Казанской иконы Божией Матери. В 2013 году родник был благоустроен местными жителями и работниками Елкинского лесничества[2][6].
- Руины Николаевского стекольного завода (конец XIX — XX вв.), в том числе кирпичная труба[2].
- Туристический маршрут «Коммунар — музей под открытым небом» — краеведческий маршрут по истории посёлка и окрестностей[6][9].